# Pentabromure de phosphore
Cet article possède un paronyme, voir Bromure de phosphore.
Le pentabromure de phosphore est le composé inorganique de formule PBr4+Br−, contenant un atome de phosphore de valence +V. C'est un composé jaune très réactif. En phase vapeur, il est totalement dissocié en PBr3 et Br2 et s'il est rapidement refroidi à −258,15 °C, il se condense en partie sous forme de [PBr4]+[Br]−.
Il peut être utilisé en chimie organique pour convertir les acides carboxyliques en bromure d'acyle. Comme il est très corrosif, il doit être manipulé avec beaucoup de précautions.